# (20161) 1996 TR66
(20161) 1996 TR66, cũng viết là (20161) 1996 TR66 là một thiên thể ngoài Sao Hải Vương quỹ đạo ngoài Sao Diêm Vương trong vành đai Kuiper của vùng ngoài cùng của Hệ Mặt Trời, đường kính khoảng 139 km (86 dặm). Nó được phát hiện vào ngày 8 tháng 10 năm 1996, bởi các nhà thiên văn học David Jewitt, Chad Trujillo, Jane Lưu và Jun Chen tại Đài thiên văn Mauna Kea, Hawaii, Hoa Kỳ. Đó là phát hiện đầu tiên của một twotino.

## Quỹ đạo và đặc điểm
Nó quay xung quanh Mặt Trời ở khoảng cách 28,6 - 66,6 AU cứ sau 328 năm và 8 tháng (120.032 ngày). Quỹ đạo của nó có độ lệch tâm 0,40 và độ nghiêng 12 ° so với đường hoàng đạo. Gần perihelion, nó đến gần Mặt Trời hơn Sao Hải Vương (29,7 AU). Nó có một bán trục lớn (khoảng cách trung bình từ Mặt Trời) gần rìa của vành đai cổ điển.